# りぃたくん
りぃたくんは、石川県金沢市竪町をPRしているご当地キャラクターである。竪町商店街にあるメイド喫茶「めいどりぃた」でデビューした。

## 解説
デビュー日は2014年1月だが、誕生日は9月29日であり、ゆるキャラをきっかけに竪町を元気にしたいという「929（苦肉）の策」の語呂合わせの意味が込められている。さるがモチーフとなっており、燕尾服に真っ赤な蝶ネクタイがトレードマーク。めいどりぃたの執事も務めている。
特技はマジックでパフォーマーとしても活動しており、イベントや施設での営業や余興を行っている。